# Philippe-Albert Bollet
Pour les articles homonymes, voir Bollet.
Philippe-Albert Bollet, né le 4 novembre 1753 à Oblinghem, mort le 1er juillet 1811 à Violaines, est un homme politique français.

## Biographie
Cultivateur à Cuinchy à l’époque de la Révolution dont il embrassa la cause, Bollet devint maire de la commune de Violaines au début de la Révolution. Le 8 septembre 1792, le département du Pas-de-Calais l’élut député à la Convention nationale, par 414 voix sur 704 votants.
Il siégea à la Plaine, et, dans le procès de Louis XVI, vota la mort de Louis XVI, sans appel au peuple et sans sursis à l’exécution en répondant au 3e appel nominal : « Convaincu que l’égalité et la liberté ne peuvent se consolider qu’autant que la tête du tyran tombera, je vote pour la mort. »
Envoyé, en 1794, en mission à l’armée du Nord pour l’organisation de la cavalerie, il eut assez d’adresse pour se ménager tous les partis et écrivit de Douai à la convention nationale, le 2 floréal an 2, pour lui annoncer une victoire remportée sur les Autrichiens et l’arrestation d’un émigré, qui, disait-il, était leur espion.
À son retour, il se déclara contre le Comité de salut public, et, durant les évènements de la chute de Robespierre, le 9 thermidor, quoique compatriote de Robespierre, il fut adjoint à Barras pour diriger la lutte, le 9 thermidor, contre la Commune de Paris et montra beaucoup d’énergie et de courage dans l’attaque de la maison commune, où s’était réfugié Robespierre.
La Convention l’envoya ensuite, pour mettre fin à la guerre civile par un traité de paix avec les royalistes en Vendée, où se trouva en opposition avec Boursault, jacobin forcené qui ne voulait entendre à aucune proposition déshonorante pour la République. Ces deux représentants avaient chacun un parti formé en leur faveur. Bollet, d’accord avec Hoche seconda les projets de pacification de celui-ci, et fut un des trois représentants chargés de négocier avec Charette et Sapinaud le traité de La Jaunaye du 17 février 1795, dont les articles secrets étaient tout en faveur des chefs vendéens. C’est chez Bollet que Cormatin fut arrêté, et ce dernier se loue beaucoup de lui dans ses Mémoires.
Élu, après la session conventionnelle, député du Pas-de-Calais au Conseil des Cinq-Cents, par 274 voix, le 22 vendémiaire an IV, il demanda et obtint un congé pour aller se reposer à Violaines. Là, dans la nuit du 24 au 25 octobre 1796, des brigands s’introduisirent dans sa maison. Sa femme, qui était couchée près de lui, liée par les malfaiteurs, fut témoin de leurs violences contre son mari. Il reçut neuf coups de sabre, d’abord jugés mortels et annoncés comme tels au Corps législatif. Tout indique que cette affaire était le résultat de quelque vengeance politique : aucun mauvais traitement n’avait été fait à la femme de Bollet, et il n’y avait eu aucune soustraction d’effets ni d’argent. Toutes les autorités accusèrent, dans leurs rapports, l’impuissance des moyens de répression contre les nombreuses bandes organisées dans ces contrées. On réussit cependant à le ramener à la vie et il put revenir, l’année suivante, montrer aux Cinq-Cents que les médecins s’étaient trompés, et annoncer que les chefs de ses assassins étaient arrêtés. 
Il se montra favorable au coup d'État du 18 brumaire, et fut choisi, le 4 nivôse an VIII, par le Sénat conservateur pour représenter le Pas-de-Calais au Corps législatif. Il en sortit en 1803, et revint exercer les fonctions de maire à Violaines jusqu’à sa mort.

## Sources
- Dictionnaire biographique et historique des hommes marquans de la fin du dix-huitième siècle : et plus particulièrement de ceux qui ont figuré dans la Révolution françoise, t. 1, Londres, [S.n.], 1800, p. 180.
- Louis-Gabriel Michaud, Biographie universelle, t. 4, Paris, Delagrave, 1842, p. 643.
- Étienne Psaume, Biographie moderne, ou galerie historique, civile, militaire, politique, littéraire, judiciaire, Paris, A. Eymery, 1816, p. 143.
- « Philippe-Albert Bollet », dans Adolphe Robert et Gaston Cougny, Dictionnaire des parlementaires français, Edgar Bourloton, 1889-1891 [détail de l’édition]
- Fiche sur Assemblée nationale